# Samsung Galaxy Note 7
O Samsung Galaxy Note 7 é um phablet baseado em Android, recolhido e descontinuado, projetado, desenvolvido, produzido e comercializado pela Samsung Electronics. Inaugurado em 2 de agosto de 2016, foi lançado oficialmente em 19 de agosto de 2016 como sucessor do Galaxy Note 5. É o primeiro telefone da Samsung com conector USB-C e o último telefone da série Galaxy Note a ter um botão home físico. Embora seja o sexto dispositivo principal da série Galaxy Note, a Samsung marcou seu número de série como "7" em vez de "6" para que os consumidores não o considerassem inferior ao carro-chefe Samsung Galaxy S7 e para evitar confusão sobre o pedido. de lançamento devido ao mesmo ano de lançamento (2016).
O Galaxy Note 7 é uma evolução do Galaxy Note 5 que herdou componentes de hardware e melhorias do Galaxy S7, incluindo a restauração do armazenamento expansível e resistência à água IP68, e novos recursos como tela curva dupla-face, suporte para alta resolução. cor de faixa dinâmica (HDR), melhorias na caneta incluída e novos recursos de software que a utilizam, um sistema de reconhecimento de íris e uma porta USB-C. A demanda pelo Galaxy Note 7 no lançamento foi alta, quebrando recordes de pré-encomenda na Coreia do Sul e causando atrasos nos lançamentos internacionais em alguns mercados devido à escassez de oferta. O Galaxy Note 7 recebeu críticas positivas dos críticos, que elogiaram a qualidade de sua construção, seu suporte HDR, bem como sua interface de usuário simplificada, embora tenha sido criticado por seu alto preço e crescentes semelhanças nas especificações gerais com a principal série Galaxy S. de telefones.
A Samsung suspendeu as vendas do Galaxy Note 7 e anunciou um recall informal em 2 de setembro de 2016, após a descoberta de um defeito de fabricação nas baterias dos telefones, que fez com que algumas unidades gerassem calor excessivo e entrassem em combustão. Depois que um recall formal nos EUA foi anunciado em 15 de setembro de 2016, A Samsung trocou os telefones afetados por uma nova revisão que utilizava baterias de um fornecedor diferente. No entanto, após surgirem relatos de incidentes em que os telefones substitutos também pegaram fogo, a Samsung fez um recall do Galaxy Note 7 em todo o mundo em 10 de outubro de 2016 e cessou permanentemente a produção do dispositivo um dia depois. Como medida de segurança, distribuíram caixas à prova de fogo multicamadas com instruções de embalagem. Devido aos recalls, a Samsung emitiu atualizações de software em alguns mercados com o objetivo de “eliminar a capacidade de funcionar como dispositivos móveis”, incluindo a restrição da capacidade da bateria e o bloqueio da capacidade de conexão a redes sem fio. A Samsung afirmou que pretende reciclar silício e componentes reutilizáveis dos modelos em recall e lançar modelos recondicionados “quando aplicável”.
O recall teve um grande impacto nos negócios da Samsung no terceiro trimestre de 2016, com a empresa projetando que os seus lucros operacionais cairiam 33% em comparação com o trimestre anterior. Analistas do Credit Suisse estimaram que a Samsung perderia pelo menos US$ 17 bilhões em receitas com a produção e recall do Galaxy Note 7. Em julho de 2017, nove meses após o recall do Note 7, a Samsung lançou uma versão remodelada do Galaxy Note 7, conhecida como Galaxy Note Fan Edition (comercializado como Samsung Galaxy Note FE). Possui bateria menor de 3200 mAh e é fornecido com Android Nougat com Samsung Experience UI, sistema operacional do Galaxy S8. O sucessor do Galaxy Note 7, o Galaxy Note 8, foi anunciado em 23 de agosto de 2017 e lançado quase um mês depois.